# Hidenari Ugaki
Hidenari Ugaki (宇垣 秀成?, Ugaki Hidenari; Tokyo, 25 luglio 1963) è un doppiatore giapponese. È principalmente noto per essere la voce di Goro Majima nella serie di Yakuza e Ganryu da Tekken 5 in poi.

## Ruoli interpretati

### Serie animate
- Area 88 (Zenzo Tsugumo)
- Bakuman. (Masahiro Mashiro)
- Banana Fish (Alexis Dawson)
- Boruto (Gatai)
- Burn-Up Excess (Hirooka)
- Cyberpunk: Edgerunners (direttore)
- Detective Conan (Ikuo Kawatsu)
- Digimon Adventure (Nanomon)
- Digimon Frontier (Wizardmon)
- Full Metal Panic! (Jackson)
- Galaxy Angel X (alieno)
- Gintama (Hachiro)
- Golgo 13 (Tryon)
- Groove Adventure Rave (Glen)
- Hell's Paradise - Jigokuraku (Kichiji Yamada Asaemon)
- Konosuba: God's Blessing on this Wonderful World! (fabbro)
- Le bizzarre avventure di JoJo: Stardust Crusaders (Khan)
- Mega Man NT Warrior (BlasterMan.EXE)
- Mobile Fighter G Gundam (Argo Gulskii)
- Naruto (Fujin)
- Naruto: Shippuden (Jinin Akebino)
- One Piece (Yama)
- Pokémon (Jeeves)
- Rurouni Kenshin (serie 2023) (Tanishi)
- Shenmue: The Animation (Chen Yao Wen)
- Tekken: Bloodline (Ganryu)
- Trigun (vari scagnozzi)
- Turn A Gundam (Jacop, Sam, capitano dell'Aspita (ep. 28))
- Yu degli spettri (Okubo, Makintaro)

### OAV
- Demon Fighter Kocho (Takashi)
- Getter Robot - The Last Day (Ambasciatore cinese, Fred)
- Le bizzarre avventure di JoJo (pilota #2)
- Master Keaton (Detective)
- Mazinkaiser (Dr. Morimori)

### Film animati
- Kimba, i coraggiosi cambiano il futuro (vari soldati)
- Mazinkaiser contro il Generale Nero (Dr. Morimori)
- Pompo, la cinefila (Nigel)
- Street Fighter Alpha: The Animation (Zangief)
- Tekken: Blood Vengeance (Ganryu)

### Videogiochi
- Atelier Iris 2: The Azoth of Destiny (Galahad)
- Brigandine: The Legend of Runersia (Gilliam)
- Everybody's Golf (Max)
- Final Fantasy X (Wen Kinoc, O'aka XXIII)
- Fist of the North Star: Lost Paradise (Jagi)
- Like a Dragon: Ishin! (Soji Okita)
- Like a Dragon Gaiden: The Man Who Erased His Name (Goro Majima)
- Like a Dragon: Infinite Wealth (Goro Majima)
- Like a Dragon: Pirate Yakuza in Hawaii (Goro Majima)
- Mega Man Network Transmission (Zero.EXE)
- Muv-Luv (Kawazoe)
- Orphen: Scion of Sorcery (Rufus)
- Project X Zone 2 (Goro Majima)
- Ryū ga Gotoku Kenzan! (Majima Gorohachi/Shishido Baiken)
- Ryū ga Gotoku Ishin! (Soji Okita)
- Ryū ga Gotoku Online (Goro Majima/Goromi, Soji Okita)
- Shin Megami Tensei V: Vengeance (Dagda)
- Street Fighter V (Birdie)
- Super Robot Wars OG: Original Generations (Thomas Bratt)
- Super Robot Wars A Portable (Argo Gulskii)
- Super Robot Wars T (Argo Gulskii)
- Tekken 5 (Ganryu)
- Tekken 6 (Ganryu)
- Tekken Tag Tournament 2 (Ganryu)
- Tekken 7 (Ganryu)
- Unicorn Overlord (Mordon)
- Yakuza (Goro Majima)
- Yakuza 2 (Goro Majima)
- Yakuza 3 (Goro Majima)
- Yakuza 4 (Goro Majima)
- Yakuza: Dead Souls (Goro Majima)
- Yakuza 5 (Goro Majima)
- Yakuza 0 (Goro Majima)
- Yakuza Kiwami (Goro Majima)
- Yakuza 6: The Song of Life (Goro Majima)
- Yakuza Kiwami 2 (Goro Majima)
- Yakuza: Like a Dragon (Goro Majima)

### Ruoli di doppiaggio
- Ant Bully - Una vita da formica (Verme fosforescente)
- Batman: The Brave and the Bold (Major Disaster)
- Il trenino Thomas (Capitano)
- Motorcity (Jacob)
- Tartarughe Ninja alla riscossa (Donatello)
- Tartarughe Ninja (serie animata 2003) (Shredder)
- Teen Titans (Slado)